# Integrierte Mission der Vereinten Nationen in Timor-Leste

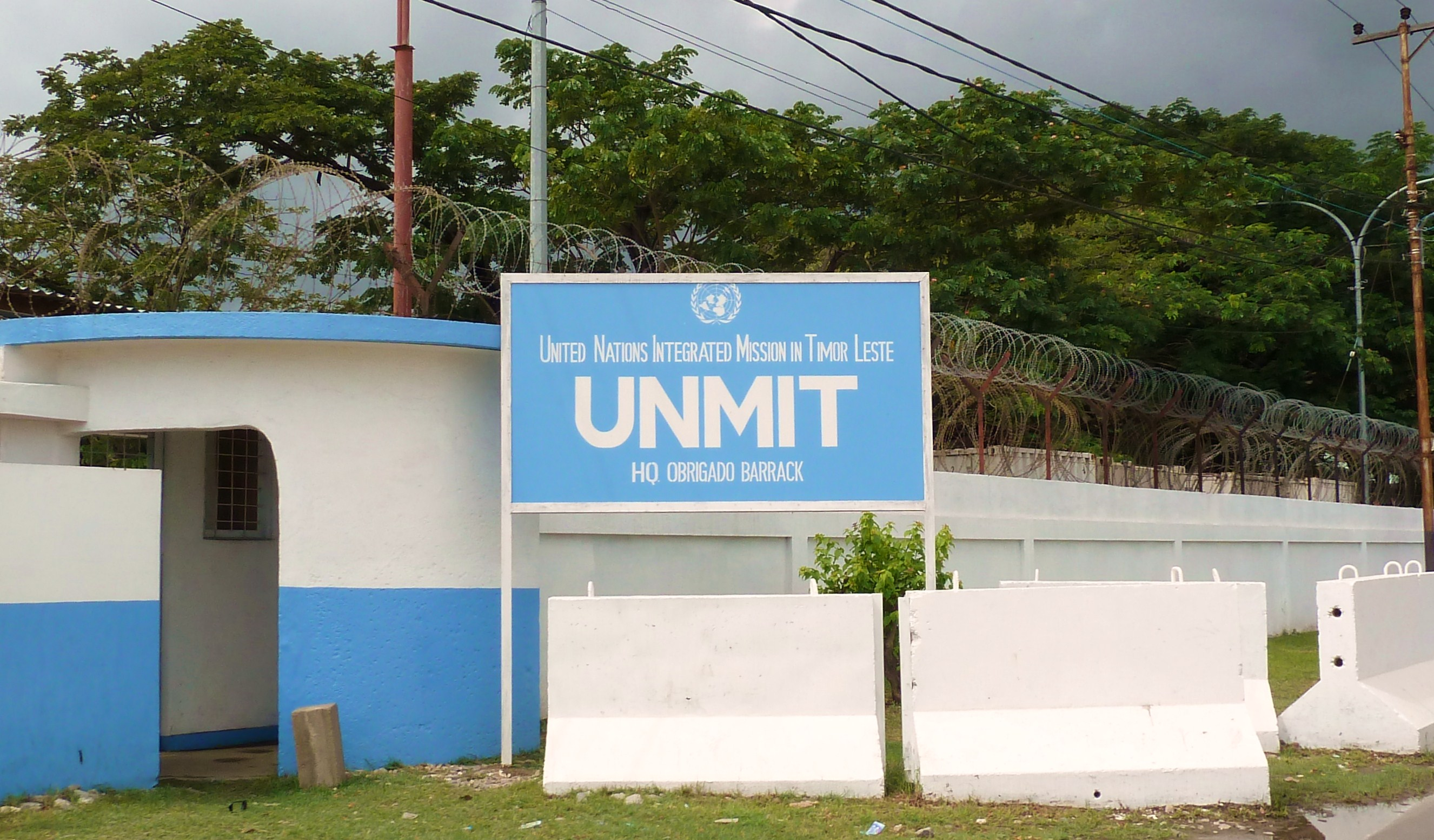
Obrigado-Baracken, UNMIT-Hauptquartier in Dili

Die Integrierte Mission der Vereinten Nationen in Timor-Leste (UN Integrated Mission in Timor-Leste UNMIT) ist die Folgemission der UNOTIL (UN Office in Timor-Leste) der Vereinten Nationen in Osttimor. Sie soll gemäß Resolution 1704 die Sicherheit wiederherstellen, beim wirtschaftlichen Aufbau helfen und die Durchführung der für 2007 anberaumten Präsidentschafts- und Parlamentswahlen unterstützen. Der Weltsicherheitsrat hatte sich auf die Mission am 25. August 2006 geeinigt, nachdem es in Osttimor monatelang zu Kämpfen zwischen verschiedene Gruppierungen gekommen war, bei denen mehr als 37 Personen getötet worden und etwa 155.000 Menschen geflohen waren.
Die UNMIT bestand im Juni 2007 aus 1.628 Polizisten, 33 Militärberatern, 274 internationalen und 938 einheimischen zivilen Mitarbeitern und 301 UN-Freiwilligen. Nach den vollzogenen Wahlen wurden im August die ersten zivilen Mitarbeiter, die die Wahlorganisation unterstützten, verabschiedet. Ende März 2011 waren noch 1.280 Polizisten und UN-Mitarbeiter an der Mission beteiligt. Das Mandat der UNMIT wurde am 24. Februar 2012 ein letztes Mal bis zum 31. Dezember 2012 verlängert.

## Geschichte

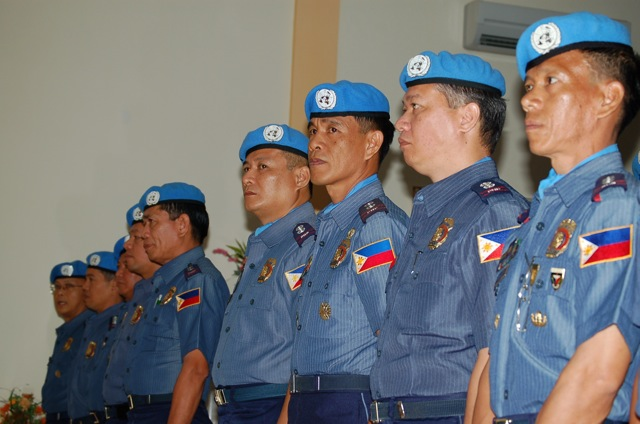
UNMIT-Angehörige aus den Philippinen in Osttimor

Zu Beginn gab es Streitigkeiten zwischen UN und Australien, ob die Mission auch eine militärische Komponente Teil von UNMIT werden sollte. Australien weigerte sich aber seine Truppen, die in Osttimor Teil der International Stabilization Force ISF sind, unter UN-Kommando zu stellen. Australien stellt auch die Führung der ISF. Daher beschränkt sich die UNMIT auf eine Polizei- und Zivilmission. Auch der damalige osttimoresische Premierminister José Ramos-Horta lehnte eine UN-Militärmission als unzureichend ab.
Am 13. September 2006 nahm die UNMIT ihre Arbeit auf, der Einsatzbeginn wurde von einer Zeremonie in der timoresischen Hauptstadt Dili begleitet. Nach der Zeremonie kündigte Premierminister Ramos-Horta seinen Rücktritt für den Fall an, dass Milizen und oppositionellen Gruppen weiter gewaltsam Widerstand gegen die Regierung leisten. Wenige Stunden nach dem Beginn der UN-Mission beschossen sich am Abend rivalisierende Banden mit Pfeilen in der Nähe des Präsidentenpalastes. Ein 19-jähriger wurde dabei getötet. Etwa 60 portugiesische Soldaten, der seit Ende Mai in Osttimor aktiven internationalen Eingreiftruppe, feuerten Gummigeschosse ab, um die Kämpfer auseinanderzutreiben.

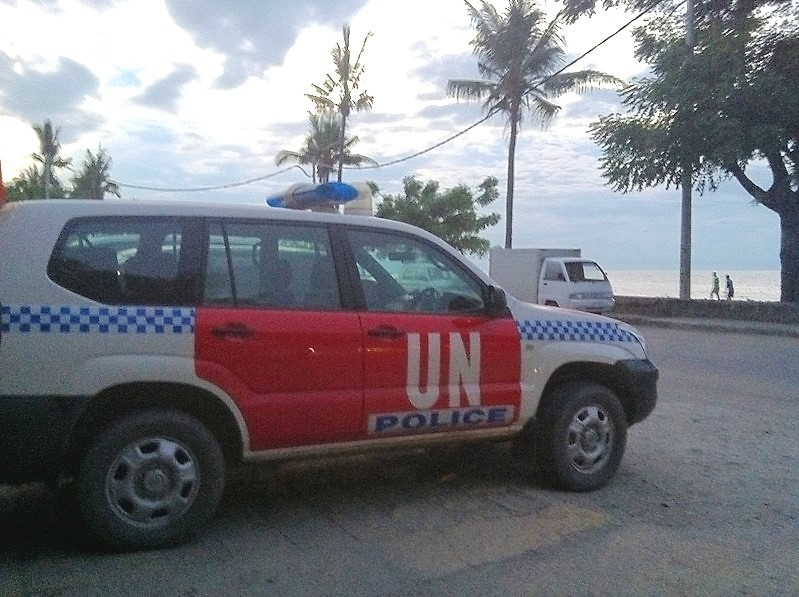
UN-Polizeiwagen in Dili

Leiter der UNMIT wurde zunächst der Japaner Sukehiro Hasegawa, der bereits die UNOTIL seit 2004 geleitet hatte. Am 20. September 2006 akzeptierte der ehemalige Präsident von Kap Verde António Mascarenhas Monteiro zunächst seine Berufung zum Sonderbeauftragten des UN-Generalsekretärs Kofi Annan für Osttimor und sollte damit auch die Leitung der UNMIT von Hasegawa übernehmen, dessen Amtszeit endete. Doch am 25. September lehnte Monteiro das Amt mit der Begründung ab, einige Konfliktparteien hätten ihm gegenüber Bedenken. Daraufhin wurde am 6. Dezember 2006 der Inder Atul Khare von Kofi Annan zum neuen UN-Sonderbeauftragten und Leiter der UNMIT ernannt. Am 4. Dezember 2009 folgte Ameerah Haq aus Bangladesch, Khare als neue Sondergesandte und UNMIT-Chefin.

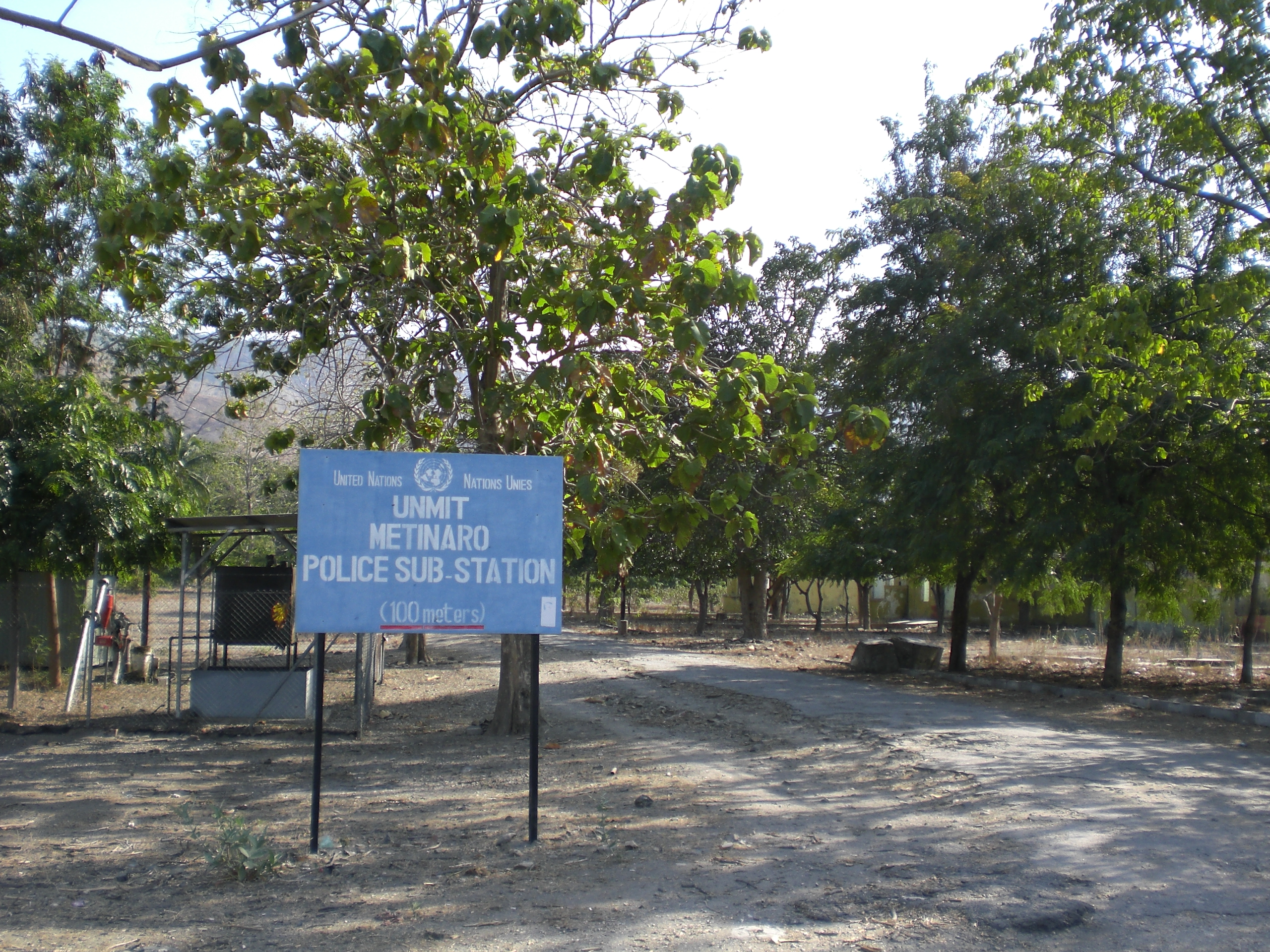
UNMIT-Polizeistation in Metinaro

Am 10. November 2006 wurde der 55-jährige Direktor der Philippine National Police Rodolfo Aser Tor als neuer Polizeichef der UNMIT designiert. Er löste den Portugiesen Antero Lopes ab. Im Dezember 2006 musste die UNMIT ihr einziges Todesopfer beklagen. Einer ihrer Dolmetscher wurde auf offener Straße getötet.
Anfang Mai 2007 beschuldigte man UN-Mitarbeiter des sexuellen Missbrauchs. Sie würden regelmäßig Bordelle in Dili besuchen, obwohl dies strengstens durch die UN-Leitung verboten wurde. Zudem wurde den UN-Mitarbeitern rücksichtsloses Fahren vorgeworfen. Zwischen März und Mai seien UN-Mitarbeiter in 80 Verkehrsunfällen verwickelt gewesen, einige darunter im Zusammenhang mit Alkohol. Zwar gibt es in Osttimor keine gesetzliche Regelungen betreffs Alkohol am Steuer, die UN hat aber auch hier klare Verbote für ihre Mitarbeiter ausgesprochen und Kontrollen eingeführt. Vier UN-Fahrer wurden bereits alkoholisiert erwischt, drei Fahrzeuge und zwei Schusswaffen wurden beschlagnahmt. Ein interner Bericht über Verfehlungen von UN-Personal in Osttimor während der letzten Jahre führt 20 Babys aus, die aus Beziehungen zwischen UN-Mitarbeitern und Timoresinnen entstanden und wo die Väter die Kinder im Stich ließen. In zwei Fällen von sexuellen Missbrauch wurden die Untersuchungen mangels Beweisen eingestellt.
Im Rahmen des Attentats vom 11. Februar 2008 in Dili, bei dem Staatspräsident Ramos-Horta schwer verletzt wurde, wurden Vorwürfe gegenüber der UN-Polizei laut, sie hätten dem verletzten Präsidenten nicht schnell geholfen. Dies wurde von der UN zurückgewiesen.
Am 13. Oktober 2009 wurde bekannt, dass ein UN-Polizist aus Sambia in seinem Hotelzimmer erschossen aufgefunden wurde.
Am 27. März 2011 gab die UNMIT die volle Verantwortung für die innere Sicherheit an die Nationalpolizei Osttimors (PNTL) zurück.
Am 8. Juni 2012 übernahm Finn Reske-Nielsen die Leitung der UNMIT von Haq. Er führte die Mission bis zu ihrem Ende am 31. Dezember.
Am 31. Dezember 2012 beendeten die Vereinten Nationen offiziell die Mission. Die meisten Blauhelmsoldaten und logistischen Mitarbeiter zogen ab. 79 Beamte blieben allerdings noch für zusätzliche Formalitäten im Land.

## Einzelnachweise

Bandschnalle der UNMIT